# Ruptura albano-soviética
La ruptura albano-soviética (en albanés: Pushimi mes Sovjetik dhe Shqipërisë, en ruso: Советско-aлбанская дивизия) se refiere al empeoramiento de las relaciones entre la Unión de Repúblicas Socialistas Soviéticas (URSS) y la República Popular de Albania, que se produjeron en el período 1955-1961 como resultado de acercamiento del líder soviético Nikita Khrushchev con Yugoslavia, junto con su "Discurso secreto" y las políticas posteriores de desestalinización, incluyendo esfuerzos para ampliar estas políticas en Albania como estaba ocurriendo en otros estados del bloque oriental en el momento. El dirigente albanés Enver Hoxha percibe ciertas políticas de Khrushchev como contraria a la doctrina marxista-leninista y su denuncia a Stalin como un acto oportunista destinado a legitimar el revisionismo en el movimiento comunista internacional. Esta ruptura ocurre en el contexto de la división más grande entre China y la URSS, la ruptura albano-soviética culminó con la ruptura de las relaciones en 1961.